# 1669
1669 је била проста година.

## Догађаји

### Септембар
- 4. септембар — Млетачка република је предала Турцима грчко острво Крит, не успевши да одбрани град Ираклион, који је био под турском опсадом од 1648.

## Смрти

### Август
- 4. октобар — Харменс ван Ријн Рембрант, холандски сликар. (*1606).